# Сент-Донатус (Айова)
Сент-Донатус (англ. St. Donatus) — місто (англ. city) в США, в окрузі Джексон штату Айова. Населення — 120 осіб (2020).

## Географія
Сент-Донатус розташований за координатами 42°21′44″ пн. ш. 90°32′31″ зх. д. / 42.36222° пн. ш. 90.54194° зх. д. (42.362299, -90.542003).  За даними Бюро перепису населення США в 2010 році місто мало площу 0,96 км², уся площа — суходіл.

## Демографія
Згідно з переписом 2010 року, у місті мешкало 135 осіб у 54 домогосподарствах у складі 39 родин. Густота населення становила 141 особа/км².  Було 57 помешкань (59/км²).
Расовий склад населення:
| - 97,0 % — білих - 2,2 % — осіб інших рас |

До двох чи більше рас належало 0,7 %. Частка іспаномовних становила 3,0 % від усіх жителів.
За віковим діапазоном населення розподілялося таким чином: 23,7 % — особи молодші 18 років, 60,7 % — особи у віці 18—64 років, 15,6 % — особи у віці 65 років та старші. Медіана віку мешканця становила 44,3 року. На 100 осіб жіночої статі у місті припадало 107,7 чоловіків;  на 100 жінок у віці від 18 років та старших — 119,1 чоловіків також старших 18 років.
Середній дохід на одне домашнє господарство  становив 47 685 доларів США (медіана — 51 071), а середній дохід на одну сім'ю — 58 034 долари (медіана — 53 594). Медіана доходів становила 31 528 доларів для чоловіків та 29 167 доларів для жінок. За межею бідності перебувало 4,5 % осіб, у тому числі 0,0 % дітей у віці до 18 років та 35,3 % осіб у віці 65 років та старших.
Цивільне працевлаштоване населення становило 80 осіб. Основні галузі зайнятості: освіта, охорона здоров'я та соціальна допомога — 21,3 %, фінанси, страхування та нерухомість — 18,8 %, будівництво — 8,8 %, роздрібна торгівля — 7,5 %.